# Publio Cornelio Léntulo (cónsul 162 a. C.)
Publio Cornelio Léntulo (en latín, Publius Cornelius L. f. L. n. Lentulus) fue probablemente hijo del cónsul del año 199 a. C., Lucio Cornelio Léntulo, y cónsul suffectus a su vez en el año 162 a. C.

## Carrera
Ejerció como edil curul en 169 a. C. junto a Publio Cornelio Escipión Nasica Córculo y celebró unos juegos dedicados a la diosa Circe en los que se exhibieron elefantes y osos.
En el año 168 a. C. fue con dos legados más a negociar con el rey Perseo de Macedonia, pero sin resultado.
En 162 a. C. fue cónsul sufecto junto con Cneo Domicio Enobarbo, en reemplazo de los cónsules titulares de ese año, debido a que la elección de estos últimos cónsules fue declarada nula.
En 125 a. C. recibió el título de princeps senatus. y vivió hasta una avanzada edad porque todavía aparece en las luchas contra Gayo Graco del año 121 a. C., donde resultó herido.